# 21st Century
21st Century é o terceiro álbum de estúdio da banda alemã de dance music Groove Coverage.

## Faixas
1. "Summer Rain" (Chuva de verão) - 3:59
2. "21st Century Digital Girl" (Garota digital do século 21) - 2:52
3. "Never Ever Stop" (Nunca pare) - 3:04
4. "Holy Virgin" (Virgem sagrada) - 3:49
5. "Call Me" (Me chame) - 3:33
6. "What You C Is What You Get" (O que você vê é o que você consegue) - 3:34
7. "Angel from Above" (Anjo de cima) - 3:10
8. "November Night" (Noite de Novembro) - 3:20
9. "When I Die" (Quando eu morrer) - 3:31
10. "On the Radio" (No rádio) - 2:58
11. "Rock" - 2:33
12. "When Love Lives in Heaven" (Quando o amor vive no paraíso) - 3:41
13. "Moonlight Shadow (Pure & Direct Version)" (cover de Mike Oldfield) (Sombra do luar) - 4:15
14. "Indonesia" (Indonésia) - 3:06
15. "Let It Be" (Deixe ser) - 3:32[1]